# Official Vietnam Chart

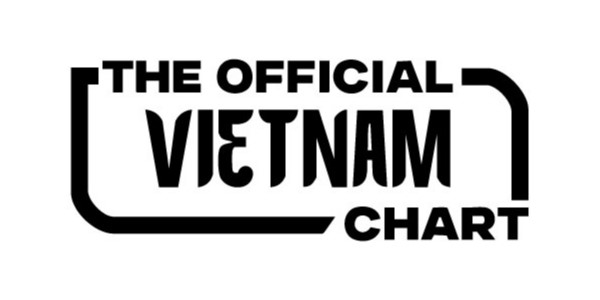
Logo của Official Vietnam Chart

Official Vietnam Chart (tạm dịch: Bảng xếp hạng Chính thức Việt Nam) là bảng xếp hạng chính thống cho các bài hát tại Việt Nam, được Liên đoàn Công nghiệp Ghi âm Quốc tế (IFPI) ra mắt vào năm 2025. Dựa trên dữ liệu từ BMAT, bảng xếp hạng này phản ánh 20 bài hát được phát trực tuyến nhiều nhất tại Việt Nam. Bảng xếp hạng này là một phần trong Official Southeast Asia Charts của IFPI tại sáu quốc gia Đông Nam Á.

## Lịch sử
Là một phần của Official Southeast Asia Charts, Bảng xếp hạng chính thức Việt Nam đã chính thức ra mắt vào ngày 23 tháng 1 năm 2025, do Liên đoàn Công nghiệp Ghi âm Quốc tế (IFPI) công bố. Theo IFPI, đây là bảng xếp hạng âm nhạc đầu tiên tại Việt Nam nhận được sự công nhận chính thức từ ngành công nghiệp. Ca khúc đầu tiên giữ vị trí số một trên bảng xếp hạng là “Mất Kết Nối” của Dương Domic, trong tuần lễ ngày 16 tháng 1 năm 2025.

## Tính điểm
Bảng xếp hạng ghi nhận lượt nghe nhạc trực tuyến từ các nền tảng Apple Music, Deezer, Spotify, và YouTube Music. Các lượt phát được tính điểm theo trọng số khác nhau, nhằm phản ánh sự chênh lệch giữa tài khoản miễn phí và trả phí. Dữ liệu do BMAT thu thập hằng tuần, từ thứ Sáu đến hết thứ Năm. Danh sách 20 ca khúc được nghe nhiều nhất sẽ được công bố vào thứ Ba tuần kế tiếp trên trang web chính thức cùng với các tài khoản và các nền tảng mạng xã hội của Official Southeast Asia Charts.
Lượt tải nhạc và các bản đĩa vật lý sẽ không được tính vào bảng xếp hạng. Các phiên bản khác nhau hoặc bản phối lại (remix) của cùng một ca khúc sẽ được gộp chung lại thành một ca khúc duy nhất. Để đủ điều kiện tính điểm, mỗi ca khúc phải được nghe ít nhất 30 giây.

## Danh sách các bài hát đạt vị trí thứ nhất
| Số phát hành     | Tiêu đề          | Nghệ sĩ                    | Tuần | Nguồn  |
| ---------------- | ---------------- | -------------------------- | ---- | ------ |
| 16 tháng 1, 2025 | "Mất Kết Nối"    | Dương Domic                | 4    | [ 5 ]  |
| 13 tháng 2, 2025 | "Dù Cho Tận Thế" | Erik                       | 1    | [ 6 ]  |
| 20 tháng 2, 2025 | "Mất Kết Nối"    | Dương Domic                | 3    | [ 7 ]  |
| 13 tháng 3, 2025 | "Bắc Bling"      | Hòa Minzy                  | 9    | [ 8 ]  |
| 15 tháng 5, 2025 | "Phép Màu"       | MAYDAYs với Minh Tốc & Lam | 9    | [ 9 ]  |
| 17 tháng 7, 2025 | "Jump"           | Blackpink                  | 1    | [ 10 ] |
| 25 tháng 7, 2025 | "Phép Màu"       | MAYDAYs với Minh Tốc & Lam | 2    | [ 11 ] |
| 25 tháng 7, 2025 | "Kho Báu"        | (S)TRONG                   | 1    | [ 12 ] |